# Fritz Kraatz
Friedrich Hermann Heinrich Kraatz, detto Fritz (Davos, 4 febbraio 1906 – 15 gennaio 1992), è stato un hockeista su ghiaccio e dirigente sportivo svizzero.
Dal 1947 al 1948 e dal 1951 al 1954 è stato Presidente dell'International Ice Hockey Federation.

## Palmarès

### Olimpiadi invernali
- Bronzo a Sankt Moritz 1928 nell'hockey su ghiaccio.